# キノデスムス
キノデスムス (Cynodesmus ) は、新生代中新世前期の約2,400万年前 - 2,000万年前の北アメリカ大陸に生息したネコ目（食肉目）・イヌ科・ヘスペロキオン亜科に属する絶滅した属の一つ。

## 形態
体長1メートルほど。吻部はやや短いものの、体格はコヨーテなどに似る。体幹は長くほっそりとしており、尾も長かった。しかし現生のイヌなどとは異なり、前後の脚に五本の趾を持っていた。イヌなどでは走行により適化した結果、これらのうち後肢の親指は退化して失われており、前肢の親指も短縮して地面に付かなくなっている。こうした事から、おそらく他のイヌ亜科のものに比べて走行はやや苦手であったと推定される。当時はそれほど草原が発達していなかったため、森の中などで小動物を捕食していたと思われる。鉤爪はある程度まで引き込めることも可能であったとの説もあり、獲物を待ち伏せで狩ることもおこなったとされる。また、腐肉食も行った可能性がある。

## 分布
北アメリカ大陸の平原及び森林地帯に生息。